# Каталог зоряних ультрафіолетових потоків
Каталог зоряних ультрафіолетових потоків (TD1) — астрономічний каталог, складений у 1978 році за даними реєстрації ультрафіолетового випромінювання зірок до 10-ї видимої величини включно. Зйомка велась ультрафіолетовим телескопом зі супутника TD-1 Європейської організації космічних досліджень (ESRO) (пізніше реорганізованої в Європейське космічне агентство).

## Історія
Каталог опублікували у 1978 році під назвою Каталог зоряних ультрафіолетових потоків (TD1): Збірник абсолютних зоряних потоків, виміряних за допомогою Sky Survey Telescope (S2 / 68) на супутнику ESRO TD1 (англ. Catalogue of stellar ultraviolet fluxes (TD1): A compilation of absolute stellar fluxes measured by the Sky Survey Telescope (S2/68) aboard the ESRO satellite TD-1).

## Наукова значимість
Станом на листопад 2019 року в реферованих журналах було 271 посилання на цей каталог.